# 緒方信一
緒方 信一（おがた しんいち、1906年〈明治39年〉7月29日 - 1990年〈平成2年〉8月22日）は、日本の文部事務次官。位階は正四位。勲二等旭日重光章。

## 経歴
熊本県出身。1929年高等文官試験に合格。翌1930年東京帝国大学法学部政治学科卒業。大阪府属、学務部勤務、山形、青森各県警視、三重県特高課長、内務事務官、警保局勤務、警視庁警視、外事課長、三重県経済部長、1942年昭南特別市警察局長、1943年陸軍司政官、戦後、公職追放を受ける。追放中は東京都自家用自動車組合専務理事、追放解除後は宮崎県総務部長、1953年文部省初等中等教育局長、1956年同大学学術局長、1960年文部事務次官、1962年退官、退官後は日本育英会理事長、のち同会長、1976年勲二等旭日重光章を受章。1990年死去。死没日付をもって従五位から正四位に進階。